# Maneggiare con cura
Maneggiare con cura è un'antologia di racconti dello scrittore statunitense Joe R. Lansdale espressamente concepita per il mercato italiano ed edita da Fanucci nel 2002 con la traduzione di Umberto Rossi. È la prima antologia di Lansdale mai pubblicata in Italia e si conclude con due saggi dell'autore: uno sui cinema drive-in e l'altro sui film horror di serie B.